# Virslīga 2017
In 2017 werd het 43ste voetbalseizoen gespeeld van de Letse Virslīga. De competitie werd gespeeld van 10 maart tot 4 november. Spartaks Jūrmala werd kampioen.

## Eindstand
| Plaats | Club                           | Wed.        | W           | G           | V           | Saldo       | Ptn.        |
| ------ | ------------------------------ | ----------- | ----------- | ----------- | ----------- | ----------- | ----------- |
| 1.     | FK Spartaks Jūrmala            | 24          | 14          | 4           | 6           | 36-26       | 46          |
| 2.     | FK Liepāja                     | 24          | 11          | 4           | 9           | 32-25       | 37          |
| 3.     | Riga FC                        | 24          | 10          | 7           | 7           | 28-20       | 37          |
| 4.     | FK RFS                         | 24          | 11          | 2           | 11          | 29-31       | 35          |
| 5.     | FK Ventspils                   | 24          | 9           | 8           | 7           | 32-22       | 35          |
| 6.     | FK Jelgava                     | 24          | 8           | 5           | 11          | 22-30       | 29          |
| 7.     | FS Metta/Latvijas Universitāte | 24          | 3           | 6           | 15          | 21-46       | 15          |
|        | SK Babīte (1)                  | Uitgesloten | Uitgesloten | Uitgesloten | Uitgesloten | Uitgesloten | Uitgesloten |

(1): SK Babīte werd uitgesloten wegens omkoping  
|  | Kampioen, geplaatst voor eerste voorronde UEFA Champions League 2018/19 |
|  | Geplaatst voor eerste voorronde UEFA Europa League 2018/19              |
|  | Deelname Promotie/Degradatie play-off                                   |
|  | Degradatie                                                              |

## Promotie/Degradatie play-off
| Team #1     | Tot.  | Team #2             | 1ste wed | 2de wed |
| ----------- | ----- | ------------------- | -------- | ------- |
| FS Metta/LU | 4 - 2 | Progress/AFA Olaine | 1 - 1    | 3 - 1   |

## Kampioen
| Virslīga 2017                       |
| Letland                             |
| ----------------------------------- |
| SPARTAK JŪRMALA Kampioen (2° titel) |

## Topschutters
|   | Naam              | Club                | Doelpunten |
| - | ----------------- | ------------------- | ---------- |
| 1 | Jevgeni Kozlov    | FK Spartaks Jūrmala | 13         |
| 2 | Artūrs Karašausks | FK Liepāja          | 12         |
| 3 | Adeleke Akinyemi  | FK Ventspils        | 10         |
| 4 | Tosin Aiyegun     | FK Ventspils        | 9          |
| 5 | Bogdan Vaštšuk    | Riga FC             | 8          |